# Batom de Cereja
"Batom de Cereja" é uma canção da dupla sertaneja brasileira Israel & Rodolffo, lançada em 5 de fevereiro de 2021 pela Som Livre como o primeiro single do álbum Aqui e Agora. A canção foi composta por Elcio di Carvalho, Léo Soares, Lucas Papada e Kito e foi produzida por Moisés Rufino.

## Antecedentes
Descrita como uma canção que segue a linha mais tradicional de Israel & Rodolffo, assim como outras faixas do DVD de inéditas ao qual "Batom de Cereja" faz parte, a música tem letra romântica e traz elementos de pisadinha em seus arranjos. Moisés Rufino é responsável pela produção musical canção.
O DVD do qual a faixa faz parte, Aqui E Agora - Volume 1, contendo oito músicas inéditas, foi lançado em 5 de fevereiro de 2021, coincidindo com a entrada de Rodolffo na 21ª temporada do reality show Big Brother Brasil, no qual foi um dos participantes.

## Composição
A música mantém o ritmo dançante, que é característica da dupla. A letra é de Elcio di Carvalho em colaboração com Léo Soares, Lucas Papada e Kito e tem uma história curiosa. Em entrevista ao portal Notícias da TV, ele contou que o hit surgiu em um churrasco entre amigos, após horas de bloqueio criativo: 
"No dia em que escrevemos Batom de Cereja, estávamos na fazenda por volta de 15h ou 16h e não tínhamos feito nada. Um funcionário da fazenda até brincou: ‘Vocês não vão fazer um sucesso hoje?’. Aí fomos preparar uma carne, sentamos na varanda e saiu a música"— Elcio di Carvalho, compositor.

## Desempenho e recepção

### Exposição noBig Brother Brasil
Em 2021, Rodolffo entrou para a 21ª temporada do reality show Big Brother Brasil, da TV Globo, como parte do grupo "Camarote", ficando em 11° lugar com 50,48% dos votos para eliminar. A abertura de sua festa de líder foi uma música recém lançada da dupla, "Batom de Cereja". A exposição no programa fez com que o desempenho da canção no Spotify e no Deezer, fizesse da música a mais reproduzida nos dias seguintes. Foi eliminado em 6 de abril de 2021, com 50,48% dos votos.

### Desempenho comercial
A faixa "Batom de Cereja", se tornou o maior sucesso da carreira da dupla, atingindo a primeira posição no Spotify no Brasil em março. Em abril, a canção entrou para o Top 30 do Spotify Global. Essa foi a primeira vez que uma música sertaneja entrou para o Top 30 Global. A canção conta com mais de 240 milhões de streamings na plataforma. Em maio, "Batom de Cereja" bateu 200 milhões de visualizações no YouTube.Até 2022, o videoclipe da música ultrapassa os 417 milhões de visualizações no Youtube.

## Prêmios e indicações
| Ano  | Prêmio                                | Categoria     | Resultado | Ref.   |
| ---- | ------------------------------------- | ------------- | --------- | ------ |
| 2021 | Melhores do Ano                       | Música do Ano | Venceu    | [ 10 ] |
| 2021 | Prêmio Multishow de Música Brasileira | Hit do Ano    | Venceu    | [ 11 ] |
| 2021 | Prêmio Multishow de Música Brasileira | Música do Ano | Indicado  | [ 11 ] |

Segundo a Pro-Música Brasil, a canção detém o certificado de disco de diamante quíntuplo.